# Paarse buisjesspons
De paarse buisjesspons (Haliclona xena) is een sponssoort in de taxonomische indeling van de gewone sponzen (Demospongiae). Het lichaam van de spons bestaat uit kiezelnaalden en sponginevezels, en is in staat om veel water op te nemen. De spons behoort tot het geslacht Haliclona en behoort tot de familie Chalinidae. De wetenschappelijke naam van de soort werd voor het eerst geldig gepubliceerd in 1986 door de Nederlandse zoöloog Walentina Helena de Weerdt.

## Beschrijving
Paarse buisjesspons bestaat uit zacht en makkelijk breekbaar materiaal. Het bestaat uit een brede korst met meerdere paarsrode tot lichtbruine buisjes, die elk een hoogte kunnen bereiken van 10 tot 15 cm en samengroeien tot een kolonie van ongeveer 20 cm in doorsnede. De uitstroomopeningen zitten aan de uiteinden van deze buisjes, die zelf 1 tot 2 cm in doorsnede kunnen zijn. Deze spons hecht zich vast op allerhande substraten in zowel marien als brak water.

## Verspreiding
Sinds 1977 is deze sponssoort alleen bekend uit Nederland en tevens van één plaats in Noord-Frankrijk (Le Havre). Hoogstwaarschijnlijk een exoot, afkomstig van buiten Europa en hier mogelijk onbedoeld ingevoerd met een zending oesters. Waarvandaan hij gekomen is, blijft voorlopig nog onduidelijk en daardoor is niet duidelijk wat het normale verspreidingsgebied is. Anno 2009 heeft de soort zich verspreid langsheen de Nederlandse kust, zowel in Zeeland als in de Waddenzee. In België werd deze spons in 1988 voor het eerst gesignaleerd, in de jachthaven van Zeebrugge, en sinds 2009 ook in de Oostendse Spuikom.